# Sid Caesar
Isaac Sidney Caesar (Yonkers, 1922. szeptember 8. – Beverly Hills, 2014. február 12.) kétszeres Primetime Emmy-díjas amerikai humorista, színész, író volt. Leginkább a Your Show of Shows (1950–1954) és Caesar's Hour (1954–1957) című tévéműsorairól ismert. Ezek a műsorok nagy hatással voltak a későbbi humoristákra. Több filmben is játszott; ő alakította Calhoun edző szerepét a Grease című filmben és annak folytatásában, de olyan filmekben is szerepelt, mint a Bolond, bolond világ vagy a Bombasiker.
Olyan írókkal dolgozott, mint Mel Brooks, Neil Simon, Larry Gelbart, Carl Reiner, Michael Stewart, Mel Tolkin, Lucille Kallen, Selma Diamond és Woody Allen. 
Tévéműsorai során a valós élet eseményeit szatirizálta, illetve ismert filmeket, színdarabokat, műsorokat és operákat parodizált. Egyes kritikusok a "televízió Charlie Chaplinjének" nevezték.

## Élete
A New York állambeli Yonkersben született. 
Három fiú közül ő volt a legfiatalabb. Zsidó származású volt. 
Apja Max Ziser (1874–1946) volt, anyja pedig Ida (születési nevén Raphael, 1887–1975). A lengyelországi Dąbrowa Tarnowskából származtak. A „Caesar” vezetéknevet gyerekkorában kapta a bevándorlási hivatalnál.
Max és Ida Caesar egy ebédlőt üzemeltettek. Testvére, David volt a mentora. 14 éves korában csatlakozott a Swingtime Six zenekarhoz, és a Catskill-hegységben léptek fel.

## Magánélete
Felesége Florence Levy volt, aki 2010. március 3-án elhunyt, 88 éves korában. Caesar elmondta, hogy büszke volt zsidó származására.

## Halála
2014. február 12-én hunyt el Beverly Hills-i otthonában. 91 éves volt.
A Mount Sinai Memorial Park Cemetery temetőben helyezték örök nyugalomra. Fia, Rick Caesar pár hónappal később, 2014. július 16-án hunyt el.